# Paul François Honorat de Beauvilliers
Paul François Honorat de Beauvilliers (* 7. Januar 1724; † vor 1. Dezember 1783), genannt Comte de Saint-Aignan, später und Comte de Beauvilliers, aus dem Haus Beauvilliers war ein französischer Adliger und Militär.

## Leben
Paul François Honorat de Beauvilliers war der fünfte und jüngste Sohn von  Paul-Hippolyte de Beauvilliers, Duc de Saint-Aignan und Marie Geneviève de Montlezun de Besmaux. Seine älteren Brüder waren die späteren Herzöge Paul François und Paul Louis, der Vizeadmiral Paul Hippolyte und der Abt Paul Louis Victor.
1727 wurde er Malteserordensritter. Ab dem 17. Dezember 1757 war er Mestre de camp eines Kavallerieregiments seines Namens, da zuvor sein Bruder Paul Louis kommandiert hatte. Das Regiment wurde am 1. Dezember 1761 in das Régiment du Commissaire Général cavalerie eingefügt. Am 25. Juli 1762 wurde er zum Brigadier de cavalerie befördert und am 3. Januar 1770 zum Maréchal de camp.
Der Comte de Beauvilliers blieb entsprechend seinem Ordensgelübde ledig und ohne Nachkommen.